# Renschia
Renschia  é um gênero botânico da família Lamiaceae.

## Espécies
- Renschia heterotypica
- Renschia mirabilis

## Nome e referências
Renschia Vatke, 1881